# Афоніна Олена Сталівна
Олена Сталівна Афоніна (23 листопада 1961, м. Грахово, Удмурдська АРСР) — українська музикознавиця, педагогиня, докторка мистецтвознавства (2018), професорка (2019).

## Життєпис
Народилася 23 листопада 1961 р. в Удмуртії. Батько працював інженером-геологом, мати — лікарка-педіатр. 1963 року родина переїхала до Криму. 
Закінчила Джанкойську дитячу музичну школу по класу фортепіано (1977).
Професійну музичну освіту здобула у Сімферопольському музичному училищі (1977—1981), після закінчення якого  працювала в Охтирській дитячій музичній школі викладачкою музично-теоретичних дисциплін і загального фортепіано (1982—1990).
У 1990—2008 рр. працювала в Київській дитячій музичній школі №19, Київській дитячій школі мистецтв №8 як викладачка музично-теоретичних дисциплін і загального фортепіано.
Навчалася у Національній академії керівних кадрів культури і мистецтв як музикознавець-експерт (2003—2006).
2011 р. захистила дисертацію за темою «Євроінтеграційні тенденції розвитку музичного мистецтва в Україні кінця ХХ — початку ХХІ століть» з присвоєнням наукового ступеню кандидата мистецтвознавства (спец. 26.00.01).
Отримала вчене звання доцента кафедри теорії, історії культури і музикознавства (2013).
2014—2017 рр. навчалася в докторантурі  Національної академії керівних кадрів культури і мистецтв. У лютому 2018 року захистила докторську дисертацію за темою «Культурний код і “подвійне кодування” в мистецтві» з присвоєнням наукового ступеню доктора мистецтвознавства (спец. 26.00.01).
Отримала вчене звання професора кафедри естрадного виконавства (2019).
З 2006 року працює в Національній академії керівних кадрів культури і мистецтв на кафедрі музичного мистецтва. Викладає блок дисциплін з історії музики і сучасного мистецтва, очолює керівництво дипломними й магістерськими роботами, веде наукову роботу аспірантів, здійснює опонування захистів дисертаційних досліджень та рецензування наукових робіт.

## Наукова робота
Науковий інтерес О. С. Афоніної зосереджено на аналізі сучасних тенденцій у мистецтві та культурологічних аспектах його розвитку.   
Авторка кількох монографій та понад ста наукових статей. Особливу квагу дослідниця приділяє вивченню концепцій коду в мистецтві, розглядаючи його як знакову систему, що включає культурну інформацію, засновану на міфологічних і релігійних сюжетах, а також фольклорних зразках
Важливою ланкою діяльності є пропаганда інноваційних методів викладацької роботи серед викладачів музичних шкіл та училищ країни. Музикознавиця є авторкою навчальних посібників з «Сольфеджіо» для 1—8 класів та вищих навчальних закладів, серед них — посібники «Сольфеджіо» (Київ, 2010; Вінниця, 2013), «Сольфеджіо на основі сучасної, джазової та естрадної музики» (Київ, 2010; Вінниця, 2013), написані у співаторстві з В. Барановою.  
Посібники О. Афоніної, які призначені для учнів музичних шкіл, мають інтегрований характер і розподілені на навчально-практичний, творчий, інформаційно-довідковий блоки. 
Розробила робочі програми для аспірантів НАКККіМ: «Логос історії музики» для студентів галузі знань 0202 «Мистецтво», спеціалізації «Музичне мистецтво» (2019); «Музична культурологія» (2019); «Мистецько-видовищні форми сучасної культури» (2020); «Музичне мистецтво доби постмодерну» (2018). «Теорія та історія музичних стилів» 2018; «Історія українського мистецтвознавства» (2018); «Історіографія та методологія історії мистецтв» (2018); «Візуальна культура ХХ століття» (2020); «Методика викладання музичних дисциплін» (2018, 202); «Сучасна українська музика» (2018, 2020); «Актуальні проблеми сучасного виконавства» (2020). 

## Вибрані наукові публікації

### Окремі видання
- Сучасна українська музика у вимірах європоцентризму : монографія / О. Афоніна. — Київ : НАКККіМ, 2012. — 140 с.
- Коди культури і «подвійне кодування» в мистецтв : монографія / О. Афоніна. — Київ : НАКККіМ, 2017. — 314 с.[4]
- Музично-театральні вистави в парадоксах і рефлексіях : монографія / О. Афоніна. — Суми : ФОП Цьома С. П., 2025. — 162 с.

### Статті
- Музичний ряд балету «Дама з камеліями» / О. С. Афоніна // Мистецтвознавчі записки : зб. наук. праць. — 2020. — Вип. 38. — С. 57—64.
- Музична основа сучасних українських балетів / О. С. Афоніна // Вісник Національної академії керівних кадрів культури і мистецтв : наук. журнал. — 2020. — № 3. — С. 121—126.
- Інтерпретація коду Данте в мистецтві / О. С. Афоніна // Вісник Національної академії керівних кадрів культури і мистецтв. — 2021. — № 4. — С. 123—128.
- Сучасне мистецтво в теорії та практиці / О. С.Афоніна // Вісник Національної академії керівних кадрів культури і мистецтв. — 2021. — № 1. — С. 48—52.
- Коди культури у сучасній музичній творчості / О. С. Афоніна // Вісник Національної академії керівних кадрів культури і мистецтв. — 2022. — № 1. — С. 111—116.
- Скрипкове мистецтво в побутовому жанрі польського образотворчого мистецтва кінця ХІХ — початку XX століття / О. С. Афоніна //Український мистецтвознавчий дискурс = Ukrainian Art Discourse. —  2023. — № 6. — С. 6—14.
- Балет «Маленький принц» у постановці Раду Поклітару: особливості втілення класики / О. С. Афоніна // Вісник Національної академії керівних кадрів культури і мистецтв. — 2023.  — № 1. — С. 209—215.
- Опера Бедржіха Сметани «Продана наречена» в логосі історії музики  / О. С.Афоніна // Вісник Національної академії керівних кадрів культури і мистецтв. — 2023. — № 2. — С. 136—142.
- Візуальне сприйняття звукообразів у фортепіанній та оркестровій музиці «Вій» українських композиторів / О. С. Афоніна Мистецтвознавчі записки : зб. наук. пр. — 2023. — Вип. 43. — С. 76—81.
- Музично-театральна творчість в логосі історії музики / О. С. Афоніна // Вісник Національної академії керівних кадрів культури і мистецтв. — 2023. — № 4. — С. 95—101.
- Фортепіанна музика Китаю: жанрово-стильові конотації / О. Афоніна, О. Зав’ялова, О. Стахевич // Педагогічні науки: теорія, історія, інноваційні технології. — 2023. — № 5—6. С. 129—130.
- Музикознавчі рефлексії в логосі історії музики / О. С. Афоніна // Слобожанські мистецькі студії. — 2023. — Вип. 3. — С. 10—14.
- Коди історії театрально-декораційного мистецтва в музейних колекціях Закарпаття / О. С.Афоніна //  Вісник Національної академії керівних кадрів культури і мистецтв. — 2024. — № 4. — С. 148—155.
- Драматургічні прийоми в опері на прикладі фрагменту з вистави Рейчел Портман «Маленький принц» / О. С. Афоніна // Вісник Національної академії керівних кадрів культури і мистецтв. — 2025. — № 1. — С. 288—294.